# Кудрявцев, Владимир Евгеньевич
Владимир Евгеньевич Кудрявцев (род. 7 июня 1958 года, Барнаул) — советский и российский тренер по лёгкой атлетике. Заслуженный тренер России (1992).

## Биография
Владимир Евгеньевич Кудрявцев родился 7 июня 1958 года в Барнауле. В молодости занимался десятиборьем. Кандидат в мастера спорта СССР. В 1981 году окончил кафедру физической культуры и здорового образа жизни Алтайского государственного медицинского университета.
Работал в Центре спортивной подготовки «Луч», тренером-преподавателем Алтайского краевого центра олимпийского резерва. Некоторое время работал в Краснодаре. Был главным тренером сборной команды Центра спортивной подготовки Краснодарского края.
Наиболее известными спортсменами среди его воспитанников являются:
- Татьяна Котова — двукратный призёр Олимпийских игр (2000, 2004), трёхкратная чемпионка мира в помещении (1999, 2003, 2006), чемпионка Европы 2002 года[4],
- Оксана Стёпичева — чемпионка Европы в помещении 1992 года,
- Андрей Кравченко — серебряный призёр Олимпийских игр 2008 года, чемпион Европы 2014 года, чемпион Европы в помещении 2011 года[5][6],
- Татьяна Чернова — участница двух Олимпиад (2008, 2012)[7].

### Семья
Женат на известной легкоатлетке Татьяне Котовой. 19 апреля 2009 года у них родился сын.

## Награды и звания
- Почётное звание «Заслуженный тренер России» (1992).
- Вошёл в список лучших тренеров Алтайского края 2006 года[9].
- Медаль ордена «За заслуги перед Отечеством» I степени (2013)[10].